# Dance First
Pour plus de détails, voir Fiche technique et Distribution.
Dance First est un film belgo-britanniquo-hongrois réalisé par James Marsh et sorti en 2023. Il s'agit d'un film biographique sur le dramaturge et poète irlandais Samuel Beckett.
Le film est présenté en avant-première au festival international du film de Saint-Sébastien 2023.

## Synopsis
Samuel Beckett se lance dans un monologue intérieur. Il se remémore son enfance, son amitié avec James Joyce jusqu'à l'internement de la fille de ce dernier (Lucia Joyce), sa relation avec sa future épouse Suzanne Dechevaux-Dumesnil, sa participation à la Résistance française durant la Seconde Guerre mondiale, son ascension littéraire après-guerre, son prix Nobel de littérature obtenu en 1969 ou encore sa liaison avec la traductrice Barbara Bray.

## Fiche technique
Sauf indication contraire, les informations mentionnées dans cette section peuvent être confirmées par la base de données cinématographiques IMDb,  présente dans la section « Liens externes ».
- Titre original : Dance First
- Réalisation : James Marsh
- Scénario : Neil Forsyth
- Direction artistique : Maya Angelus
- Décors : Damien Creagh
- Costumes : Györgyi Szakács
- Photographie : Antonio Paladino
- Montage : David Charap
- Production : Michael Livingstone, Viktória Petrányi et Tom Thostrup

Coproducteurs : Deborah Ashton et Fabien Westerhoff
Producteurs délégués : Paul Ashton, Philip Edgar-Jones, Neil Forsyth, Tilusha Ghelani , Richard Mansell, Jasmin Morrison et Julia Stuart
- Sociétés de production : 2LE Media, Film Constellation, Proton Cinema, Sky Arts et Umedia
- Sociétés de distribution : Sky Cinema/Studiocanal UK (Royaume-Uni), Vertigo Média Kft. (Hongrie)
- Budget : N/A
- Pays de production :  Royaume-Uni,  Hongrie,  Belgique
- Langue originale : anglais
- Format : couleur
- Genre : drame biographique
- Durée : 100 minutes
- Dates de sortie[2] :
  - Espagne : 30 septembre 2023 (Festival de Saint-Sébastien)
  - Royaume-Uni : 3 novembre 2023
  - Hongrie : 7 mars 2023
- Classification[3] :
  - Royaume-Uni : 12A

## Distribution
- Gabriel Byrne : Samuel Beckett
- Fionn O'Shea : l'aîné de trois jeunes Beckett
- Aidan Gillen : James Joyce
- Maxine Peake : Barbara Bray (en)
- Sandrine Bonnaire : Suzanne Dechevaux-Dumesnil
- Léonie Lojkine : Suzanne, jeune
- Robert Aramayo : Alfred Peron
- Bronagh Gallagher : Nora Barnacle
- Lisa Dwyer Hogg : May Beckett
- Barry O’Connor : William Beckett
- Gráinne Good : Lucia Joyce
- Caroline Boulton : Sylvia Beach

## Production

### Genèse et développement
En novembre 2021, il est annoncé que James Marsh va mettre en scène un film biographique sur Samuel Beckett incarné par Gabriel Byrne. Le scénario est écrit par Neil Forsyth (en) et intitulé Dance First en clin d’œil à une pensée philosophique de Beckett « Dance first, think later » (« Danse d'abord, réfléchis plus tard »). Le projet est développé par la chaine britannique free to air Sky Arts (en) avec la participation de 2LE Media, ainsi que de la société hongroise Proton Cinema et de la société belge Umedia (en).

### Attribution des rôles
En mai 2022, il est annoncé qu'Aidan Gillen rejoint la distribution, accompagné de Sandrine Bonnaire et Fionn O'Shea. Ce dernier est choisi pour camper Samuel Beckett jeune,. Aidan Gillen révèle ensuite dans The Times qu'il jouera James Joyce.
En septembre 2022, Maxine Peake, Robert Aramayo, Leonie Lojkine, Bronagh Gallagher, Lisa Dwyer Hogg, Barry O'Connor ou encore Gráinne Good sont également annoncés.

### Tournage
Le tournage débute à Budapest en mai 2022. Les prises de vues se déroulent notamment devant le théâtre de la Gaieté, dans la rue Dohány ou dans le New York Palace Budapest Hotel,.

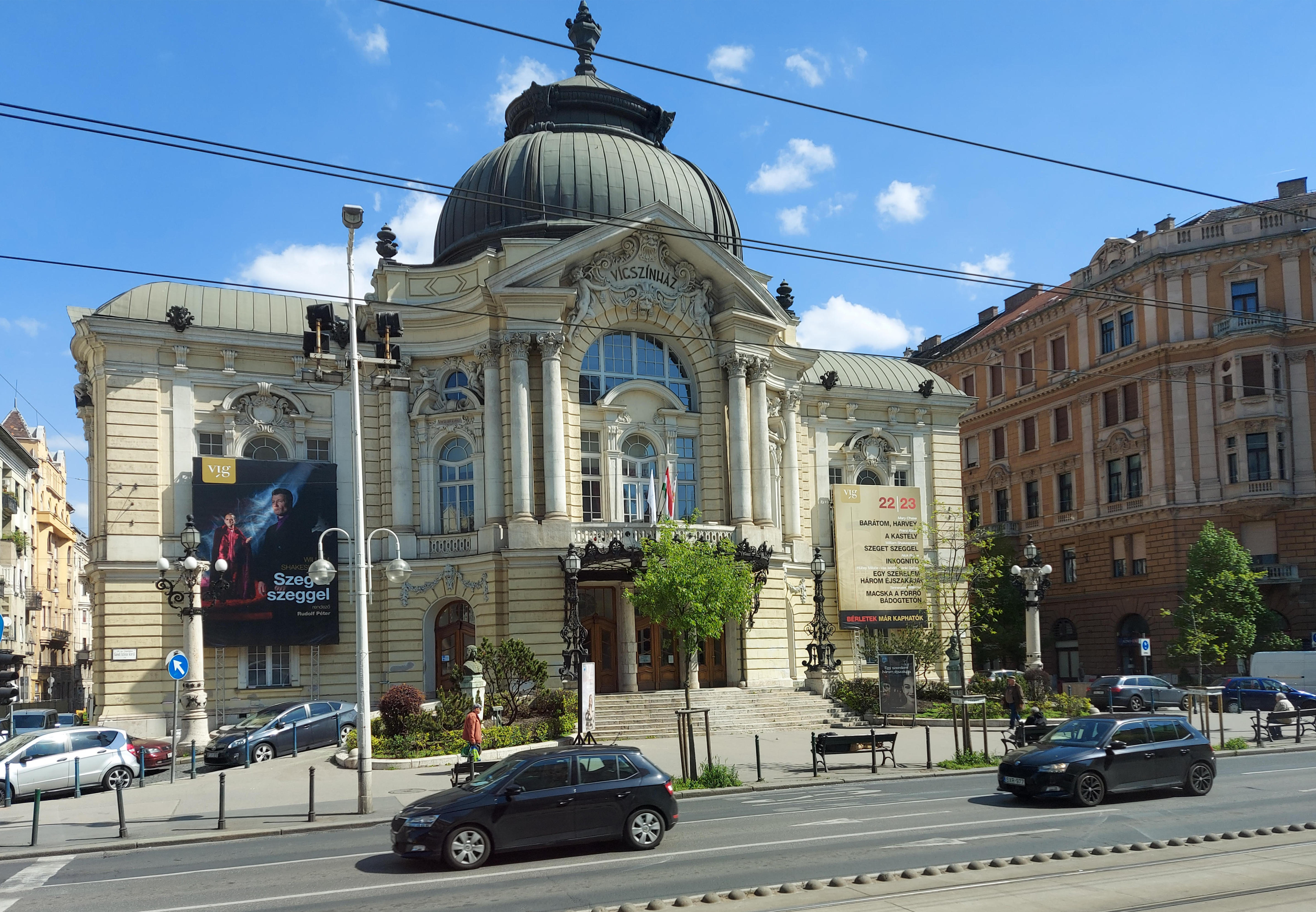
Le théâtre de la Gaieté
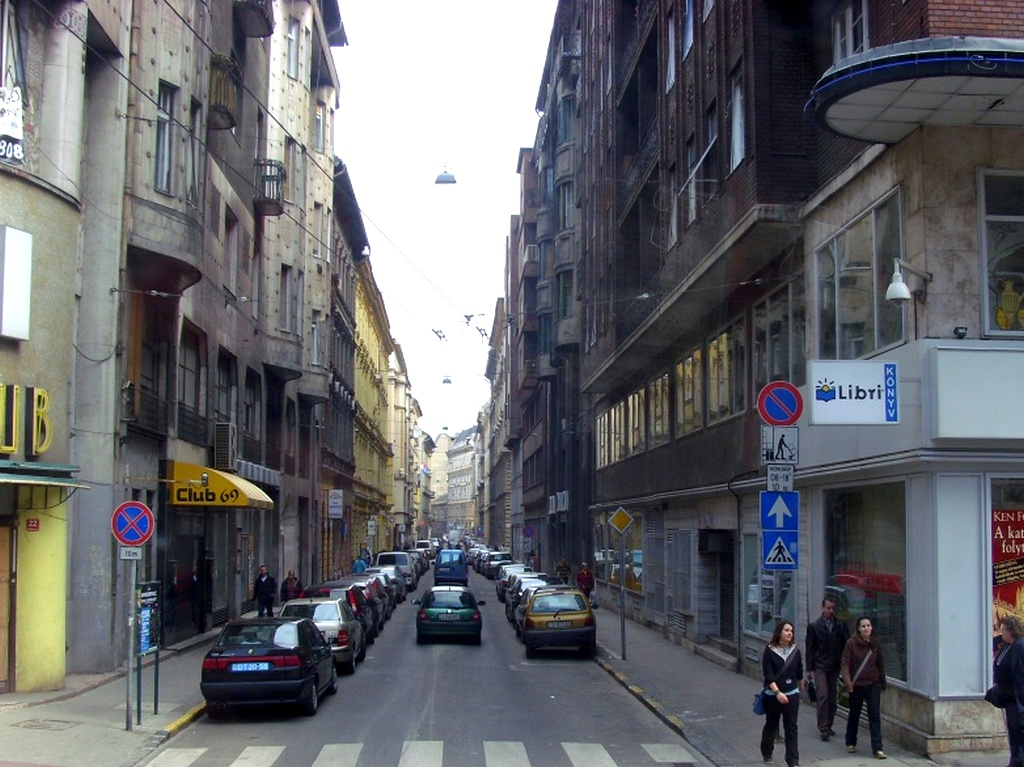
la rue Dohány
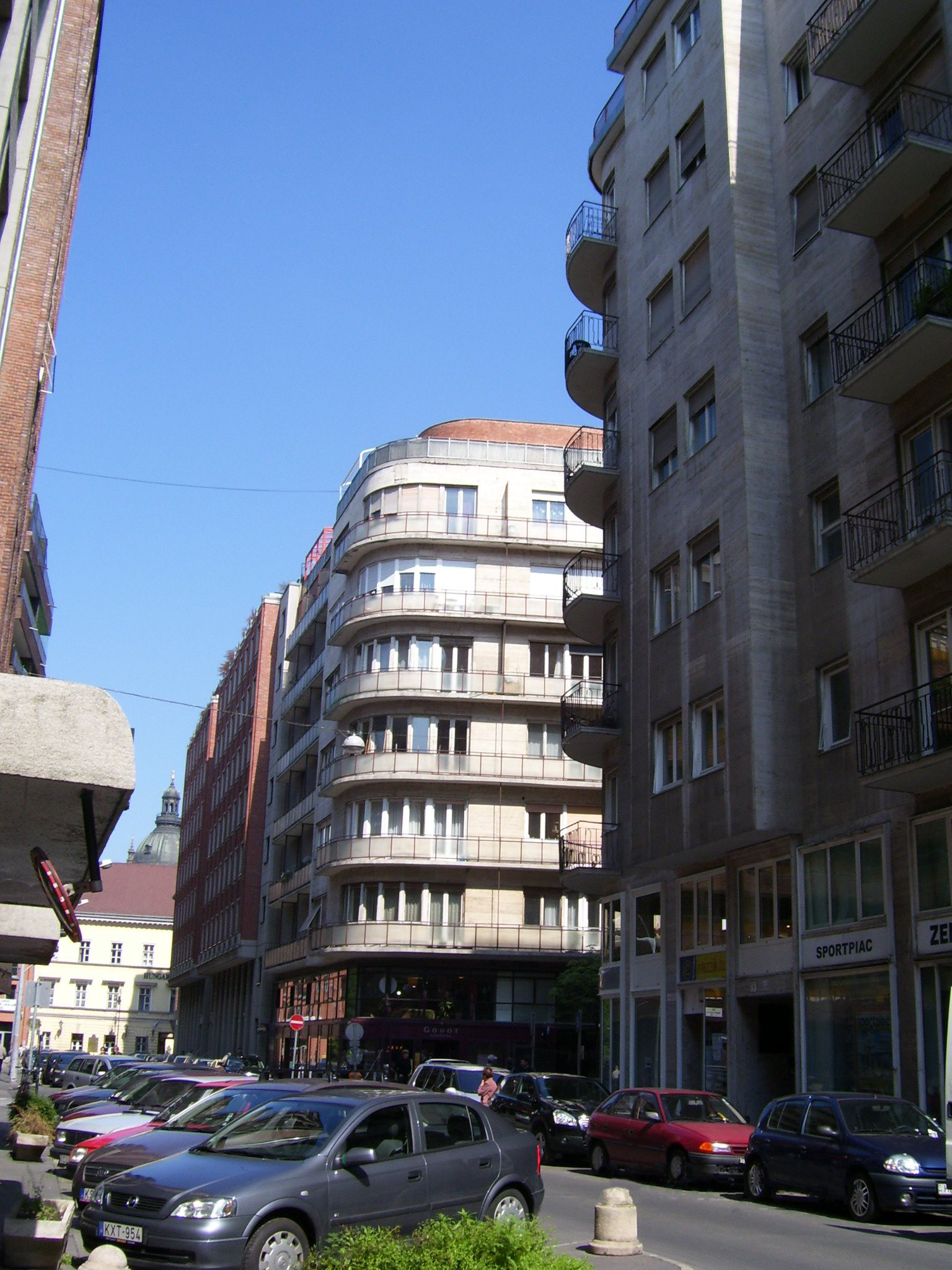
La rue Gerlóczy
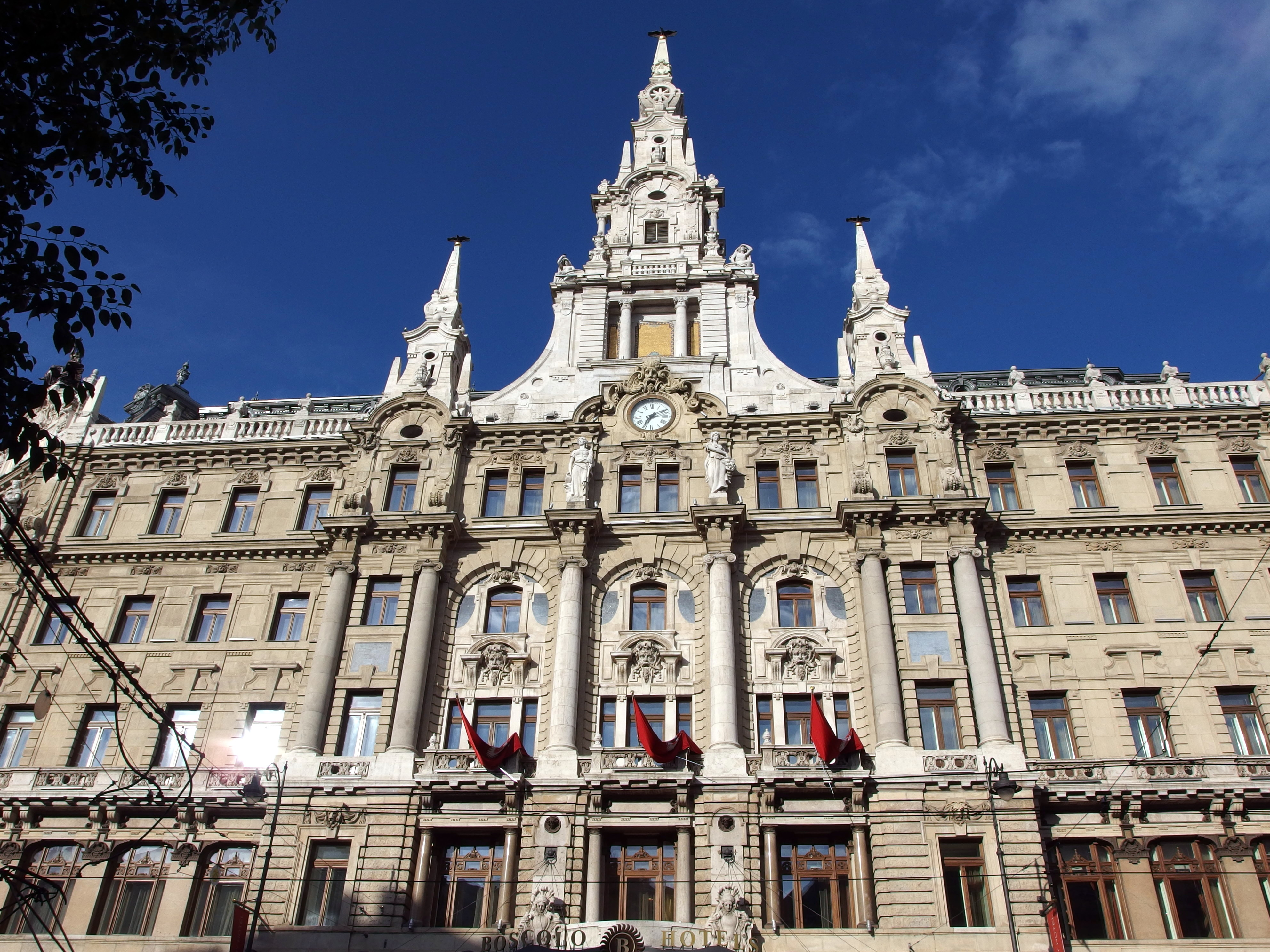
New York Palace Budapest

## Sortie et accueil

### Dates de sortie
Le film est présenté en avant-première le 30 septembre 2023, en clôture du festival international du film de Saint-Sébastien,. Il est distribué au Royaume-Uni le 3 novembre 2023 par Sky Cinema et Studiocanal UK.